# Ducrosia areysiana
Ducrosia areysiana là một loài thực vật có hoa trong họ Hoa tán. Loài này được (Deflers) Pimenov & Kljuykov mô tả khoa học đầu tiên năm 2001.